# Cueva Kilu
La cueva Kilu es un sitio paleoantropológico ubicado en la isla Buka en la región autónoma de Bougainville, Papúa Nueva Guinea. Se encuentra en la base de un acantilado de piedra caliza, a 65 metros de la costa. Con evidencia de ocupación humana que se remonta a 29 000 años, la cueva es el sitio más antiguo conocido de ocupación humana en el archipiélago de las Islas Salomón.

## Antecedentes
Antes del descubrimiento de la cueva de Kilu en 1987, los sitios más antiguos que mostraban evidencia de ocupación humana en el archipiélago de las Islas Salomón eran sitios de la cultura Lapita que datan de alrededor de 3000 años a. C.. Sin embargo, los arqueólogos creyeron durante mucho tiempo que la ocupación humana en las Islas Salomón ocurrió mucho antes, basándose en evidencias lingüísticas y antropológicas.
Durante la parte más fría del último Máximo Glacial (hace 28 000 a 18 000 años), la isla Buka era parte de una isla mucho más grande, Greater Bougainville, que conectaba las islas actuales de Buka, Bougainville, Islas Shortland, Choiseul, Isla de Santa Isabel y  Nggela en una isla grande y contigua; esta gran isla estaba estrechamente separada de isla de Guadalcanal. En su máximo, Greater Bougainville habría tenido una superficie total de alrededor de 46 400 kilómetros cuadrados.
Alcanzar la cueva de Kilu requería cruzar la línea de Wallace, llegar a Sahul y hacer más cruces marítimos para llegar a Greater Bougainville. Arqueológicamente, las personas en Greater Bougainville parecían vivir relativamente aisladas después de llegar a la isla, y el aislamiento posiblemente se vio afectado por la introducción externa de Phalanger orientalis y Canarium indicum. Este aislamiento relativo terminó con la llegada del pueblo Lapita.

## Estratigrafía
Fue ocupada por primera vez durante el Pleistoceno, de alrededor de 28 000 a 20 000 a. C., y después de una pausa, volvió a ocuparse más intensamente durante el Holoceno de alrededor de 9000 a 5000 a. C.. El hiato en la ocupación fue probablemente debido a los cambios en el nivel del mar que dejaron a la cueva Kilu lejos de la costa. También se encontró algo de cerámica de la fase posterior a Lapita en la cueva Kilu en sus capas superiores después de alrededor de 2500 a. C.

## Fauna
La gente de la cueva de Kilu consumió una amplia gama de animales terrestres y marinos para la alimentación. La mayoría de los huesos de animales encontrados en la cueva de Kilu probablemente se debieron a la depredación humana. El sitio contiene un gran conjunto de conchas, huesos de peces y restos de animales terrestres. Los restos de animales terrestres provenían de mamíferos y reptiles. Los restos de mamíferos estaban dominados por roedores, seguidos por murciélagos. Los restos de reptiles procedían principalmente de lagartos, seguidos de serpientes, y algunos provenían de tortugas y ranas. El conjunto de lagartos provino principalmente de varánides y eslizones, algunos de los cuales proceden de agámidos.
Los huesos de los arrecifes y los peces pelágicos se encontraron en la cueva de Kilu. Mientras que la mayor parte de los restos de hueso de pescado provino de peces de arrecife, aproximadamente el 20% de los huesos de pescado de la capa del Pleistoceno provino de peces pelágicos. Los huesos de peces pelágicos provienen de las familias Scombridae, Coryphaena y Carangidae. Los restos de peces más comúnmente encontrados en la cueva de Kilu provienen de los tiburones. El ensamblaje de conchas estaba dominado por Nerita undata y Nerita plicata.
Varias especies extintas fueron descubiertas en la cueva de Kilu. La extinción y la extirpación de diversas aves y mamíferos en la isla de Bakú parecían coincidir con la llegada de la cultura lapita.
Fueron recuperados del sitio 77 huesos de aves. Los huesos provienen de 18 especies diferentes de aves terrestres, 7 de las cuales no están especificadas o ahora están extintas y 11 de las cuales ahora están extirpadas de la isla Buka. Se identificaron cinco especies de ratas endémicas de las Islas Salomón. Dos nuevas especies de ratas Solomys, Solomys spriggsarum y Melomys Melomys spechti, fueron identificadas a partir de restos fósiles en la cueva Kilu.

## Arqueobotánica
La cueva de Kilu es actualmente el único sitio en Melanesia con evidencia del uso de plantas por parte de los habitantes iniciales de la región. La presencia de granos de almidón de colocasia se descubrió en 17 de las herramientas líticas de la capa del Pleistoceno en la cueva Kilu. Se descubrieron dos tipos de colocasia en la cueva Kilu, Colocasia y Alocasia, con 14 herramientas identificadas con la primera y 3 con la segunda. La gente de la época también parece haber usado la nuez de galip (Canarium: Canarium indicum y Canarium solomonense) y el coco (Cocos nucifera) como recursos.

## Artefactos
El ensamblaje de artefactos en la cueva de Kilu consiste principalmente en herramientas de lascas simples hechas de cuarzo, calcita, chert y roca volcánica. Fueron descubiertos en el yacimiento 204 objetos de este tipo; la mayoría de estos artefactos líticos provienen de la capa del Pleistoceno. Artefactos de concha también se recuperaron del sitio, hechos de Turbo marmoratus se encontraron en la capa del Pleistoceno, mientras que los artefactos de concha hechos de Terebralia palustris y Tridacna se encontraron en la capa del Holoceno. También se descubrieron dientes de tiburón perforados en la capa del Holoceno. Se encontraron 44 piezas de cerámica en las capas superiores del sitio y se ficharon en la fase Buka de la cultura Lapita.